# Risön, Tjörns kommun
För andra betydelser, se Risön.
Risön är en ö som ligger drygt en kilometer söder om ön Tjörn strax öster om Stora Dyrön i Tjörns kommun. På ön finns ett antal fritidshus. Ön besöks inte sällan av båtturister sommartid. 
1568 omtalas den förste bofaste innevånaren på ön. Bebyggelsen hade sin storhetstid i slutet av 1700-talet då det fanns ett trankokeri på Risön. Ön fortsatte att vara bebodd även efter det, förutom en period 1870-1873 då ön stod övergiven vintertid. 1931-1946 bedrevs snickeriverksamhet med möbeltillverkning på Risön, och under 1930-talet uppfördes de två första fritidshusen på ön. 1939 genomfördes laga skifte men redan 1950 övergavs bondgården på ön. Ön har dock tidvis haft permanent bosättning i vissa av fritidhusen, 2012 fanns 3 fastboende på ön. Idag finns omkring 50 fritidshus på Risön.